# Marie Galante (Film)
Marie Galante ist ein US-amerikanischer Spielfilm (Spionagefilm, Abenteuerfilm), den Regisseur Henry King im Jahre 1934 für Fox Film inszeniert hat.

## Handlung
Ort der Handlung ist zunächst eine Hafenstadt in Frankreich, die Zeit ist die Gegenwart. Die schöne Telegrammbotin Marie wird von einem betrunkenen Schiffskapitän entführt und mit auf die Reise genommen. Von seinem Hintermann, der sich „Ayner“ nennt – der „große Unbekannte“ der Filmhandlung – erhält der Kapitän den Auftrag, sich mit einer „besonderen Fracht“ (Sprengstoff), die er zuvor aus Yokohama abholen soll, im Panamakanal zu einem Treffen mit Ayner einzufinden.
Drei Männer sind dem Unbekannten auf den Fersen: der Amerikaner Crawbett, der Engländer Ratcliff und der Japaner Tenoki. Alle drei sind Geheimagenten ihres jeweiligen Landes, die über die Identität der anderen zunächst nichts wissen, sich gegenseitig verdächtigen und miteinander Versteck spielen. Ihre Recherche verschlägt sie an den Panamakanal, wo schließlich auch Marie, die ihren Entführern an der mexikanischen Küste hat entkommen können, eintrifft. Um sich das Geld für ihre Heimreise zu verdienen, nimmt sie in einer Bar eine Arbeit als Sängerin an und schließt Freundschaft mit dem dubiosen Kaufmann Brogard, der ihr zu helfen verspricht.
Aufgrund der seltsamen Umstände ihres Erscheinens und aufgrund ihrer Beziehungen zu Brogard erregt Marie die Aufmerksamkeit aller drei Agenten. Während Ratcliff sie für Ayners Komplizin hält, glaubt Crawbett, der sich in sie verliebt, von Anfang an an ihre Unschuld.
Brogard beauftragt Marie, in der Bar durchreisende Marineoffiziere nach dem voraussichtlichen Eintreffen der amerikanischen Flotte im Panamakanal auszuhorchen und verstärkt damit das Verdachtsmoment gegen sie. Als Brogards Ladengehilfe mit einem japanischen Messer erstochen aufgefunden wird und Tenoki Marie schließlich selbst zu einem Spionagedienst einsetzt, sind Crawbett und Ratcliff über die Identität ihres japanischen Kollegen weiter verwirrt.
Brogard – der kein anderer ist als der geheimnisvolle Hintermann Ayner – bereitet mit seinen Helfershelfern derweil einen Sprengstoffanschlag auf das Turbinenkraftwerk des Panamakanals vor, bei dem auch die amerikanische Flotte vernichtet werden soll. Unabhängig voneinander kommen alle drei Agenten dem Plan auf die Spur, Ratcliff bezahlt seine Entdeckung jedoch mit dem Leben. Gemeinsam können Crawbett und Tenoki den Anschlag vereiteln. Marie wird während des dabei erfolgenden Schusswechsels verletzt, überlebt jedoch. Die Schlussszene zeigt Crawbett und Tenoki am Krankenhausbett der genesenden Marie vereint.

## Produktion und Rezeption

### Produktionsgeschichte
Die Produktion des Films war durch den Wunsch der Fox bestimmt, die junge französische Darstellerin Ketti Gallian (1912–1972) als Star herauszubringen. Gallian hatte ihre Filmlaufbahn erst 1932 begonnen; Marie Galante war ihre erste Hauptrolle. Nur noch einmal unternahm Fox danach den Versuch, sie in einer Hauptrolle einzusetzen: in Under the Pampas Moon (1935, mit Warner Baxter), danach trat sie nur noch in kleinen Rollen oder in französischen Filmen auf.
Ein Flirt zwischen Marie und dem sympathisch gezeichneten japanischen Agenten Tenoki – dargestellt von dem durchaus nicht asiatisch-stämmigen Amerikaner Leslie Fenton – ist im Film angedeutet, aufgrund des Production Code, der sexuelle Beziehungen zwischen Leinwandcharakteren ungleicher Hautfarbe ächtete, jedoch nicht ausgeführt.
Das Lied Song of a Dreamer wurde von Jay Gorney komponiert, der Text wurde von Don Hartman geschrieben.
Marie Galante ist der 19. und vorletzte Film, in dem Spencer Tracy für Fox mitwirkte. Anfang 1935 ging er bei MGM unter Vertrag. Seine großen Filmerfolge begannen erst mit diesem Wechsel.

### Kinoauswertung
Die Uraufführung des Films erfolgte in den USA am 26. Oktober 1934. Die deutsche Erstaufführung erfolgte am 29. Januar 1935 unter dem Titel Hallo Marie!.